# 米高·馬度
米高·馬度(Michael Madl，1988年3月21日—)是奧地利的職業足球運動員，司職中後衛，現由奧地利足球超級聯賽格拉茨租借至英格蘭足球冠軍聯賽富咸。
米高·馬度2015年6月曾入選奧地利國家足球隊陣容，於2016年歐洲國家盃外圍賽對戰俄羅斯國家足球隊2015年10月再次被徵召對戰列支敦士登國家足球隊。

## 外部連結
- Profile at austria-archiv.at （页面存档备份，存于）